# Кампиљије (Бјела)
Кампиљије је насеље у Италији у округу Бијела, региону Пијемонт.
Према процени из 2011. у насељу је живело 98 становника. Насеље се налази на надморској висини од 849 м.